# Tom in Jerry
Tom & Jerry (v izvirniku Tom and Jerry) je risanka, ki sta jo ustvarila William Hanna & Joseph Barbera za Metro-Goldwyn-Mayer. Govori o večnem rivalstvu med mačkom Tomom in miškom Jerryjem. Hanna in Barbera sta napisala in režirala sto štirinajst risank Tom & Jerry.

## Priznanja
Oskar za najboljši kratki animirani film:
1943: The yankee doodle mouse

1944: The Mouse trouble

1945: Quiet please!

1946: The cat concerto

1948: The little orphan

1951: The two mouseketeers

1952: Johann mouse
Nominacije za Oskarja:
1940: Puss gets the boot

1941: The night before christmas

1947: Dr. Jekyll and Mr. mouse

1949: Hatch up your troubles

1950: Jerry's cousin

1954: Touche, Pussy cat

## Hanna & Barbara era (1940-1958)/MGMrisanke
"Kronološki seznam vseh 114 originalnih risank"

### 1940
•	001. Puss gets the boot 

### 1941
•	002. The midnight snack 

•	003. The night before christmas 

### 1942
•	004. Fraidy Cat 

•	005. Dog Trouble 

•	006. Puss n' Toots 

•	007. The Bowling Alley Cat 

•	008. Fine Feathered Friend

### 1943
•	009. Sufferin' Cats! 

•	010. The Lonesome Mouse 

•	011. The Yankee Doodle Mouse 

•	012. Baby Puss 

### 1944
•	013. The Zoot Cat 

•	014. The Million Dollar Cat 

•	015. The Bodyguard 

•	016. Puttin' on the Dog 

•	017. Mouse Trouble 

### 1945
•	018. The Mouse Comes to Dinner 

•	019. Mouse in Manhattan 

•	020. Tee for Two 

•	021. Flirty Birdy 

•	022. Quiet Please! 

### 1946
•	023. Springtime for Thomas 

•	024. The Milky Waif 

•	025. Trap Happy 

•	026. Solid Serenade 

### 1947
•	027. Cat Fishin' 

•	028. Part Time Pal 

•	029. The Cat Concerto 

•	030. Dr. Jekyll and Mr. Mouse 

•	031. Salt Water Tabby 

•	032. A Mouse in the House 

•	033. The Invisible Mouse 

### 1948
•	034. Kitty Foiled 

•	035. The Truce Hurts 

•	036. Old Rockin' Chair Tom 

•	037. Professor Tom 

•	038. Mouse Cleaning 

### 1949
•	039. Polka-Dot Puss 

•	040. The Little Orphan 

•	041. Hatch Up Your Troubles 

•	042. Heavenly Puss 

•	043. The Cat and the Mermouse 

•	044. Love That Pup 

•	045. Jerry's Diary 

•	046. Tennis Chumps 

### 1950
•	047. Little Quacker 

•	048. Saturday Evening Puss 

•	049. Texas Tom 

•	050. Jerry and the Lion 

•	051. Safety Second 

•	052. Tom and Jerry in the Hollywood Bowl 

•	053. The Framed Cat 

•	054. Cue Ball Cat 

### 1951
•	055. Casanova Cat 

•	056. Jerry and the Goldfish 

•	057. Jerry's Cousin 

•	058. Sleepy-Time Tom 

•	059. His Mouse Friday 

•	060. Slicked-up Pup 

•	061. Nit-Witty Kitty 

•	062. Cat Napping 

### 1952
•	063. The Flying Cat 

•	064. The Duck Doctor 

•	065. The Two Mouseketeers 

•	066. Smitten Kitten 

•	067. Triplet Trouble 

•	068. Little Runaway 

•	069. Fit to Be Tied 

•	070. Push-Button Kitty 

•	071. Cruise Cat 

•	072. The Dog House 

### 1953
•	073. The Missing Mouse 

•	074. Jerry and Jumbo 

•	075. Johann Mouse 

•	076. That's My Pup! 

•	077. Pet Peeve 

•	078. Two Little Indians 

•	079. Life with Tom 

### 1954
•	080. Puppy Tale 

•	081. Posse Cat 

•	082. Hic-cup Pup 

•	083. Little School Mouse 

•	084. Baby Butch 

•	085. Mice Follies 

•	086. Neapolitan Mouse 

•	087. Downhearted Duckling 

•	088. Pet Peeve 

•	089. Touché, Pussy Cat! 

### 1955
•	090. Southbound Duckling 

•	091. Pup on a Picnic 

•	092. Mouse for Sale 

•	093. Designs on Jerry 

•	094. Tom and Chérie 

•	095. Smarty Cat 

•	096. Pecos Pest 

•	097. That's My Mommy 

### 1956
•	098. The Flying Sorceress 

•	099. The Egg and Jerry 

•	100. Busy Buddies 

•	101. Muscle Beach Tom 

•	102. Down Beat Bear 

•	103. Blue Cat Blues 

•	104. Barbecue Brawl 

### 1957
•	105. Tops with Pops 

•       ★. "Spike and Tyke,"  spin-off v katerem se pojavita samo psa Spyke in Tyke 

•	106. Timid Tabby 

•	107. Feedin' the Kiddie 

•       ★. "Scat Cats," spin-off v katerem se pojavijo samo Spike, Tyke, Butch, Meathead in Topsy 

•	108. Mucho Mouse 

•	109. Tom's Photo Finish 

### 1958
•	110. Happy Go Ducky 

•	111. Royal Cat Nap 

•	112. The Vanishing Duck 

•	113. Robin Hoodwinked 

•	114. Tot Watchers 

## Gene Deitch era (1960-1962)

### 1961
•	115. Switchin' Kitten 

•	116. Down and Outing 

•	117. The Cat Above and the Mouse Below 

### 1962
•	118. High Steaks 

•	119. Mouse Into Space 

•	120. Landing Stripling 

•	121. Calypso Cat 

•	122. Dicky Moe 

•	123. The Tom and Jerry Cartoon Kit 

•	124. Tall in the Trap 

•	125. Sorry Safari 

•	126. Buddies Thicker Than Water 

•	127. I'm Just Wild about Jerry 

Leta 1960 se je Metro-Goldwyn-Mayer odločil da bo naredil nove kratke Tom and Jerry risanke, saj se je producent  William L. Snyder dogovoril ameriškim režiserjem Gene Deitchom sicer stacioniranim v Pragi, takrat še na Češkoslovaškem in njegovim filmskim studiem Rembrandt Films, da bi risanke režiral kar v Pragi. Ekipa Deitch/Snyder je posnela 13 kratkih risank, večinoma slabše kakovosti in nekvalitetno glasbeno podlago.

## Chuck Jones era (1963-1967)

### 1963
•	128. Pent-House Mouse 

### 1964
•	129. The Cat Above and the Mouse Below 

•	130. Is There a Doctor in the Mouse? 

•	131. Much Ado About Mousing 

•	132. Snowbody Loves Me 

•	133. The Unshrinkable Jerry Mouse 

### 1965
•	134. Ah, Sweet Mouse-Story of Life 

•	135. Tom-ic Energy 

•	136. Bad Day at Cat Rock 

•	137. The Brothers Carry-Mouse-Off 

•	138. Haunted Mouse 

•	139. I'm Just Wild About Jerry 

•	140. Of Feline Bondage 

•	141. The Year of the Mouse 

•	142. The Cat's Me-Ouch! 

### 1966
•	143. Duel Personality 

•	144. Jerry, Jerry, Quite Contrary 

•	145. Jerry-Go-Round 

•	146. Love Me, Love My Mouse 

•	147. Puss 'n' Boats 
 
•	148. Filet Meow 

•	149. Matinee Mouse; kompilacija sestavljena iz scen prejšnjih risank (Love That Pup, The Flying Cat, Professor Tom, The Missing Mouse in The Truce Hurts) 

•	150. The A-Tom-Inable Snowman 

•	151. Catty-Cornered 

•	152. Cat and Dupli-cat 

•	153. O-Solar Meow 

•	154. Guided Mouse-ille

### 1967
•	155. Rock 'n' Rodent 
 
•	156. Cannery Rodent 

•	157. The Mouse from H.U.N.G.E.R. 

•	158. Surf-Bored Cat 

•	159. Shutter Bugged Cat; kompilacija sestavljena iz scen prejšnjih risank (Part Time Pal, The Yankee Doodle Mouse, Nit-Witty Kitty, Johann Mouse, Heavenly Puss in Designs on Jerry) 
 
•	160. Advance and Be Mechanized 

•	161. Purr-Chance to Dream 

Potem ko je Deitch posnel zadnje risanke, je Chuck Jones, potem ko so ga po več kot tridestih letih dela odpustili pri Warner Bros. Cartoons, ustanovil svoj animacijski studio, imenovan Sib Tower 12 Productions, skupaj s svojim poslovnim partnerjem Les Goldmanom. Začenši leta 1963, sta Jones in Goldman posnela še dodatnih 34 kratkih risank Tom and Jerry, vse z značilnim Jonesovim stilom (z psihadeličnim vplivom). Čeprav so risanke animirali in risali praktično isti umetniki, ki so sodelovali z jonesom pri Warner Bros., te risanke niso dosegle tako dobrih kritik.

## Filmi
- Tom and Jerry: The Movie (1992)
- Tom in Jerry: Čarobni prstan (2002)
- Tom in Jerry: Poletita na Mars (2005)
- Tom in Jerry: Hitra in kosmata (2005)
- Tom in Jerry med pirati (2006)
- Tom in Jerry: Hrestač (2007)
- Tom in Jerry srečata Sherlocka Holmesa (2010)
- Tom in Jerry: Čarovnik iz Oza (2011)
- Tom in Jerry: Robin Hood in njegov veseli mišek (2012)
- Velika avantura Toma in Jerryja (2013)
- Tom in Jerry: Izgubljeni zmajček (2014)
- Tom in Jerry: Vohuna (2015)
- Tom and Jerry: Back to Oz (2016)
- Tom in Jerry: Willie Wonka in tovarna čokolade (2017)
- Tom in Jerry (2021)
- Tom and Jerry: Cowboy Up! (2022)
- Tom and Jerry: Snowman's Land (2022)